# 温西华
温西华（？—？），太原郡祁县（今山西省晋中市祁县）人，唐朝官员，唐玄宗的驸马。

## 生平
温挺的高祖父太子舍人温振，是唐太宗时中书令温彦博长子。曾祖父温翁歸，为庫部郎中，祖父温續，官至閬州刺史、虞国公。温西华娶唐玄宗之女宋国公主，拜驸马都尉，官至祕書監同正。宋国公主后来改嫁杨徽。

## 父
温曦，官至太僕卿，娶唐睿宗的女儿涼國公主，拜駙馬都尉。涼國公主是温西华之母。

## 后代
温西华之子温瑒，温瑒之子温庭筠、温庭皓。